# Labramia bojeri
Labramia bojeri là một loài thực vật có hoa trong họ Hồng xiêm. Loài này được A.DC. mô tả khoa học đầu tiên năm 1844.